# الخزف الدلفي

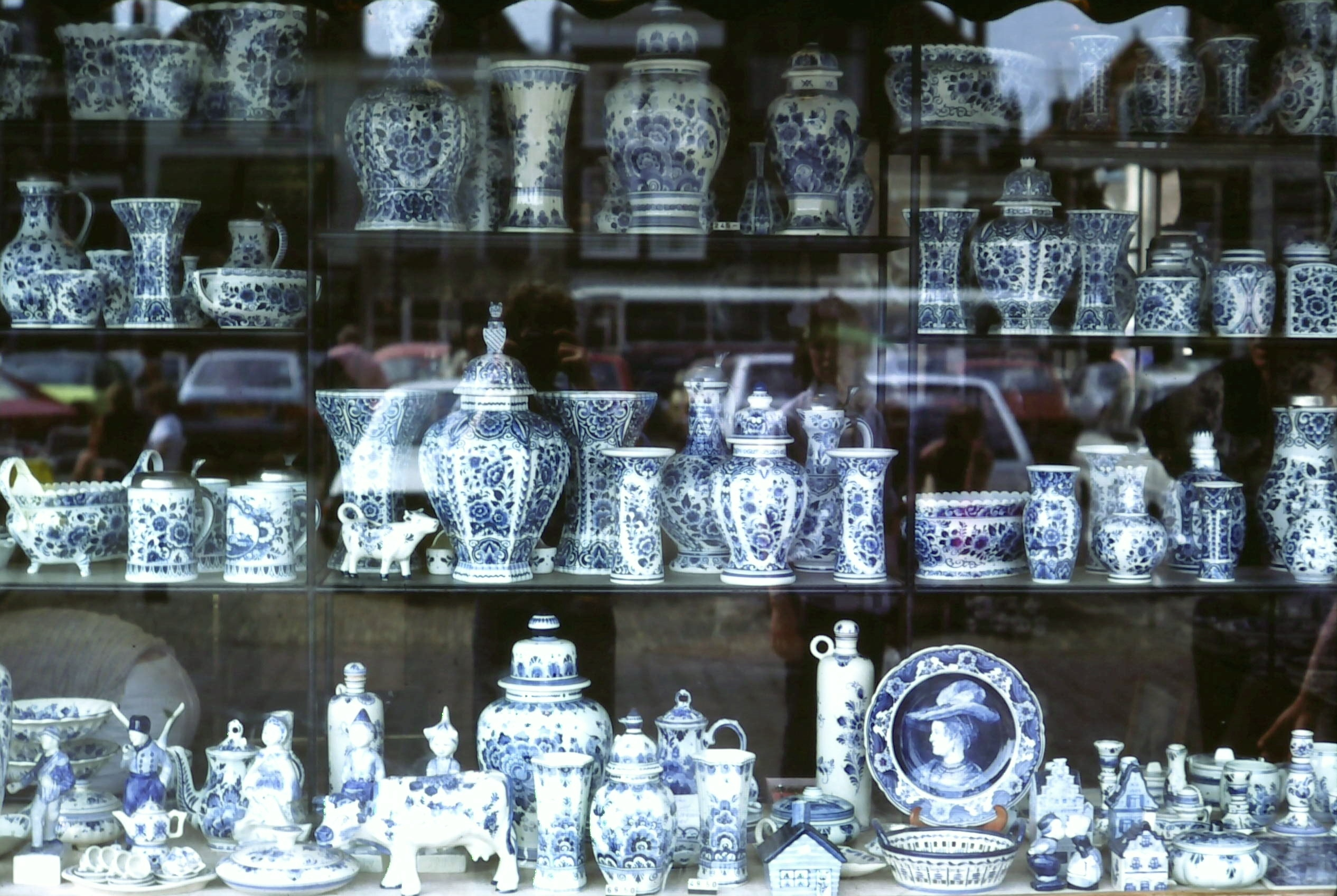
نافذة عرض خزف دلفي في السوق، دلفت

الخزف الدلفي، أو فخار دلفت أو الخزف المصقول يشير إلى الفخار الأزرق والأبيض المحرز الذي صنع في وحول مدينة دلفت بهولندا والفخار القصديري صنع في هولندا في القرن 16.
Delftware في المعنى الأخير هو نوع من الفخار الذي بيضاء تزجيج الخزف الصورة يتم تطبيقها، وزينت عادة مع معدن أكسيد. ويشمل Delftware الأجسام الفخار من جميع الأوصاف مثل لوحات، والحلي وبلاط (مادة بناء) الصورة.

## التاريخ
تم الفخار في البلدان المنخفضة في أنتويرب حيث الفخاري الإيطالي غويدو دا سافينو استقر في 1500. <المرجع>  لا CERAMIQUE anversoise دي | أقرب [المزجج القصدير] [-الزجاج القصدير] لا عصر النهضة، دي فينس à دلفت ، كلير Dumortier، Anthèse، باريس، 1997 </ المرجع> تصنيع انتشار الفخار رسمت من أنتويرب في شمال هولندا، ولا سيما بسبب كيس من أنتويرب من قبل الإسبان جندي في 1576 (و الإسبانية الغضب ). إنتاج وضعت في ميديلبورخ وهارلم (هولندا) في 1570s و في أمستردام في 1580s. <المرجع> Caiger سميث، آلان،  تين الصقيل الفخار في أوروبا و العالم الإسلامي: التقليد من 1000 سنة في Maiolica، قيشاني وDelftware  (فابر وفابر، 1973 ISBN 0-571-09349-3، p. 127 </ المرجع> تم إنتاج الكثير من الأعمال الدقيقة في دلفت، ولكنها بسيطة وقدم اليومي المزجج القصدير الفخار في أماكن مثل جودا (مدينة)، روتردام، أمستردام و دوردريخت.

## معرض الصور

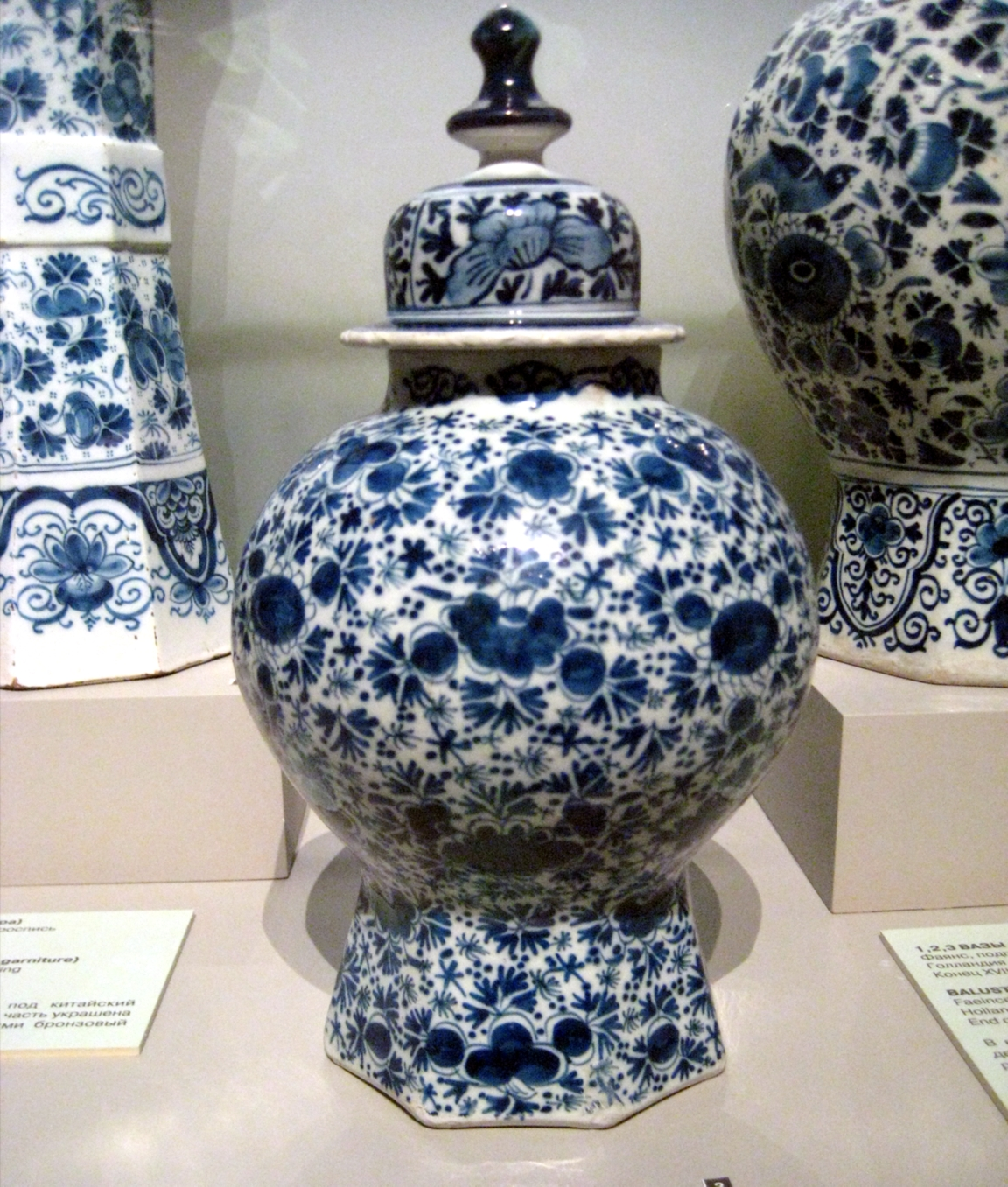
خزف دلفي في متحف بوشكين، روسيا
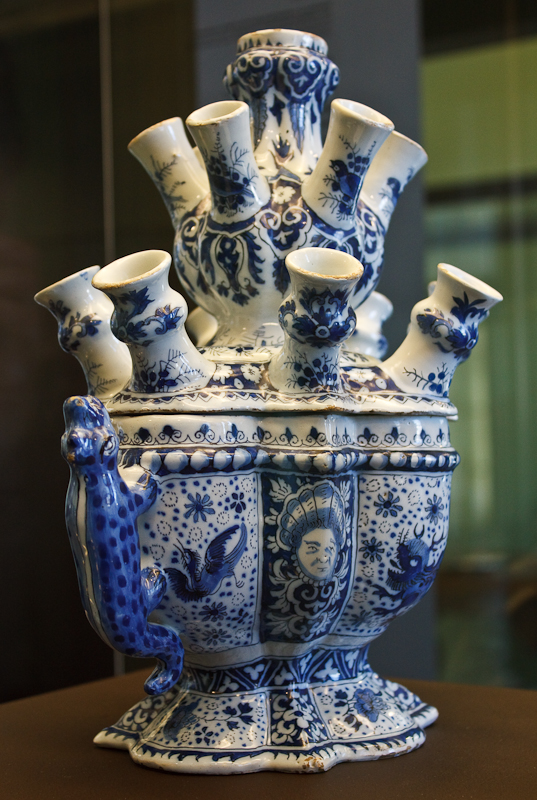
مزهرية تيوليب، متحف بويمان فان بونينجن
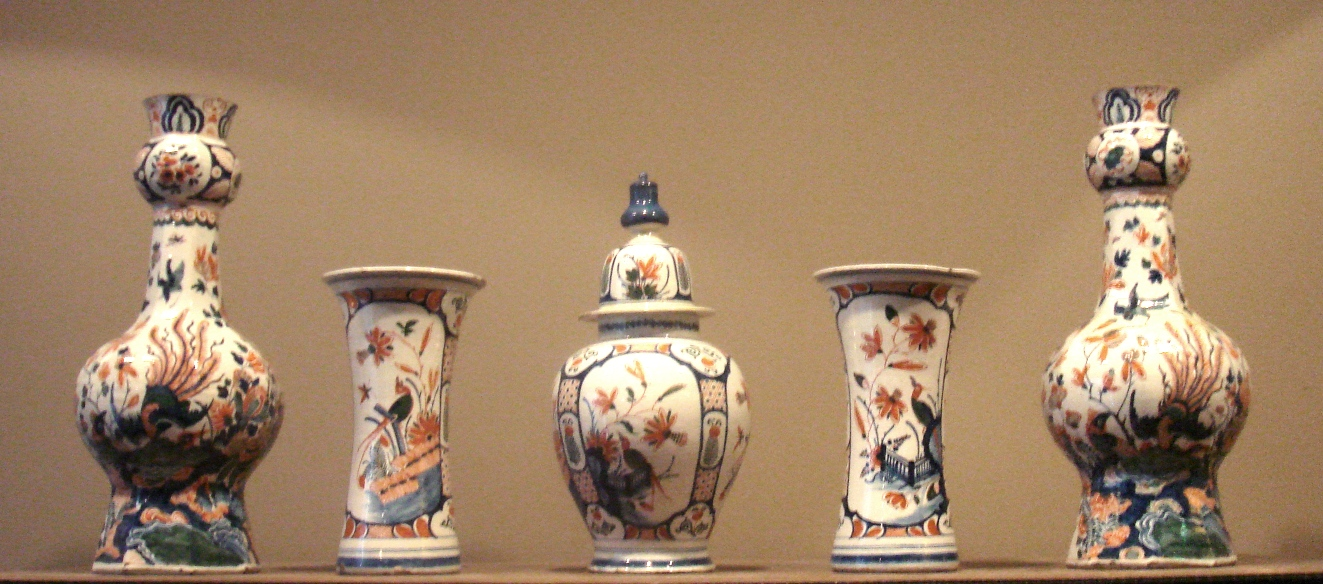
Delft vases, 1725-1760 in Musée des Arts Décoratifs, Paris
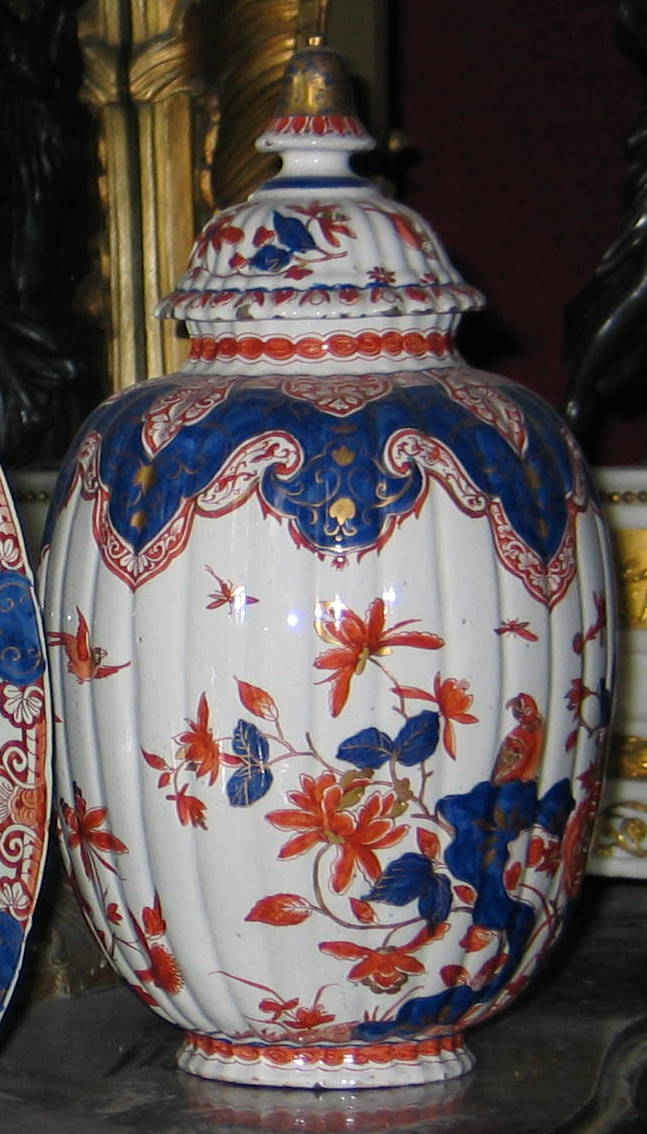
An imari-styled vase, manufactured in De Griekse A, (حوالي. 1700-1720), Museum Geelvinck-Hinlopen Huis
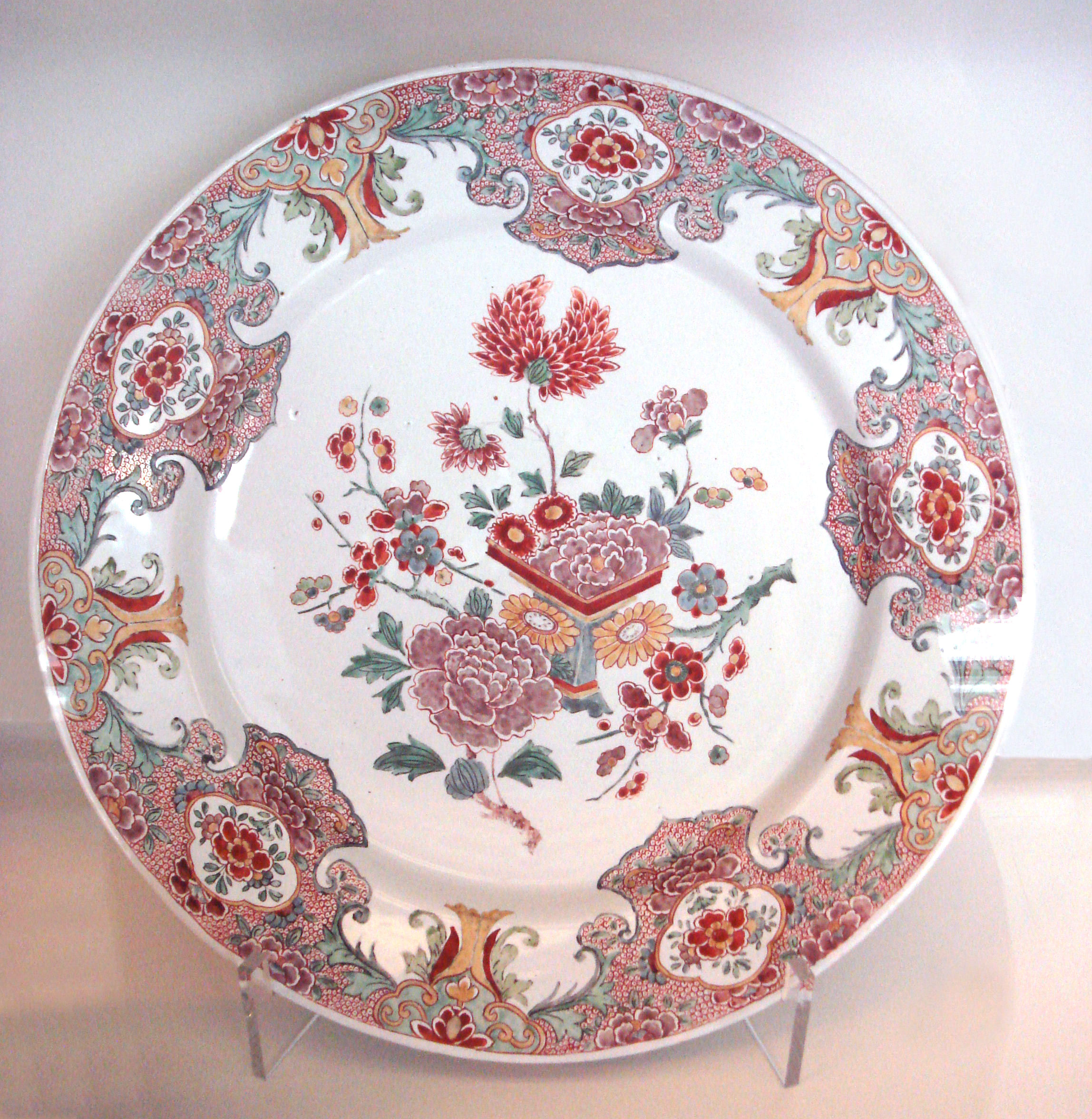
A famille rose plate, around 1770, Musée des Arts Décoratifs, Paris
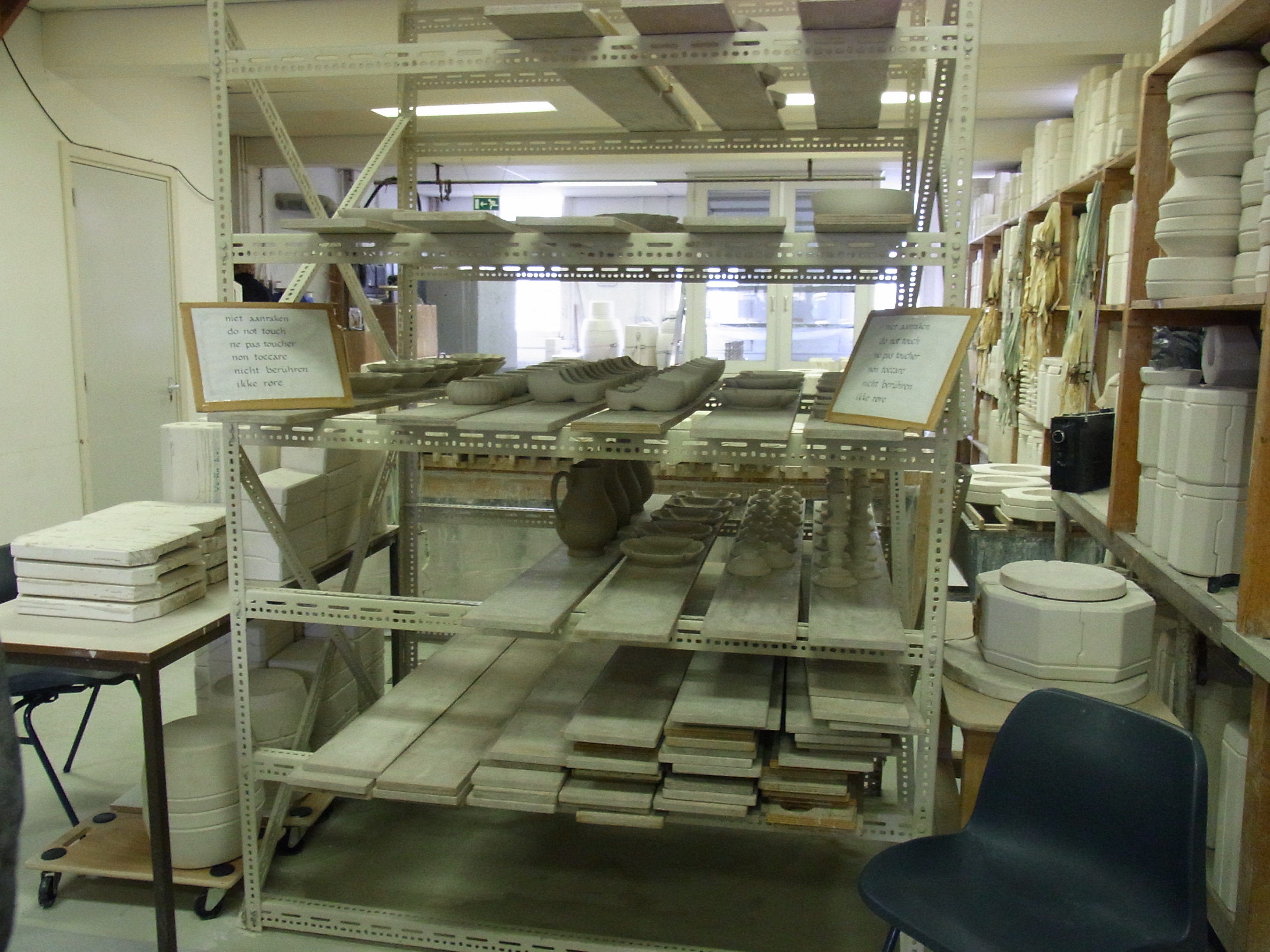
A ceramics workshop in Delftse Pauw
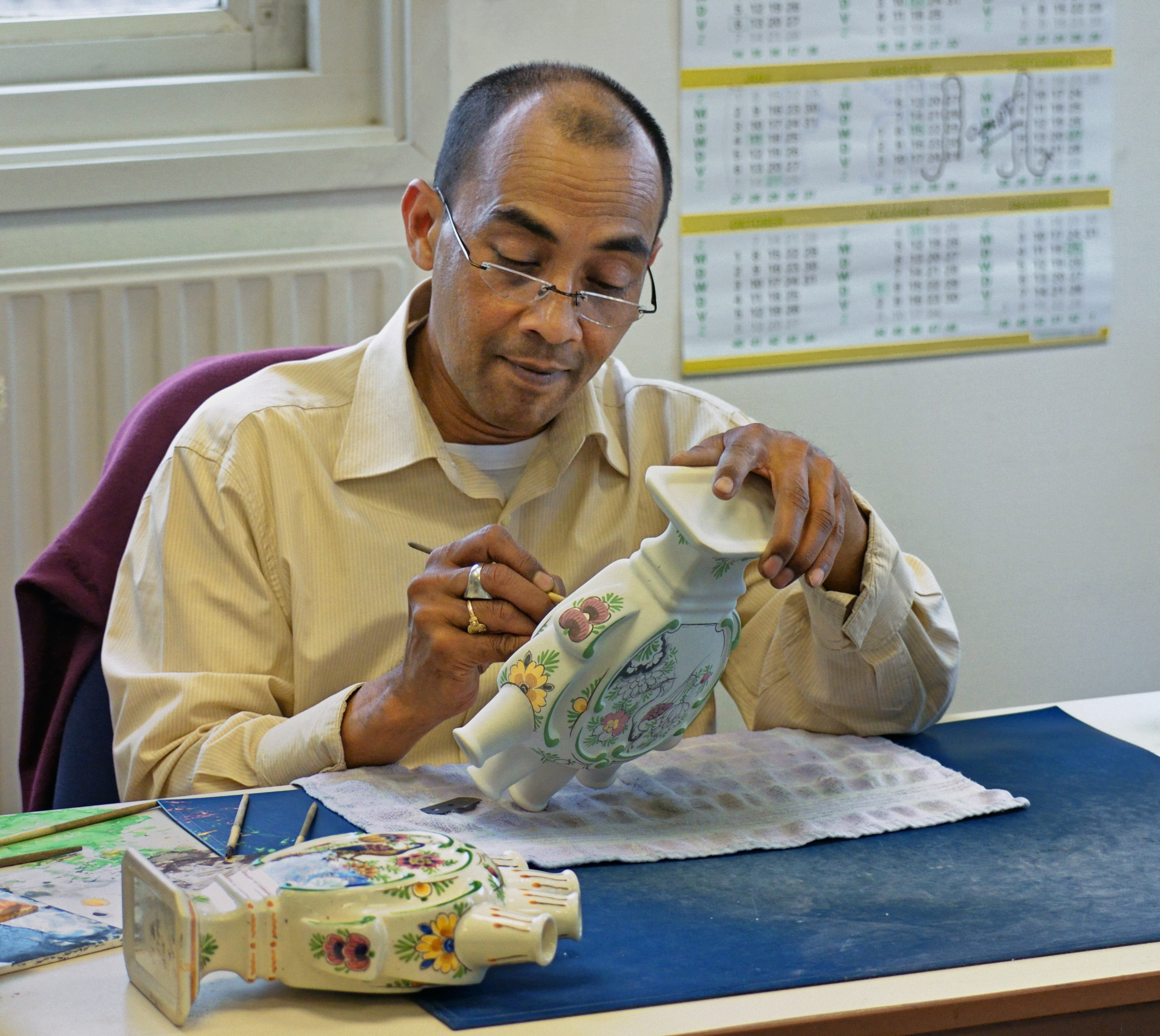
Painting of color Delft pottery

## معرض بلاط

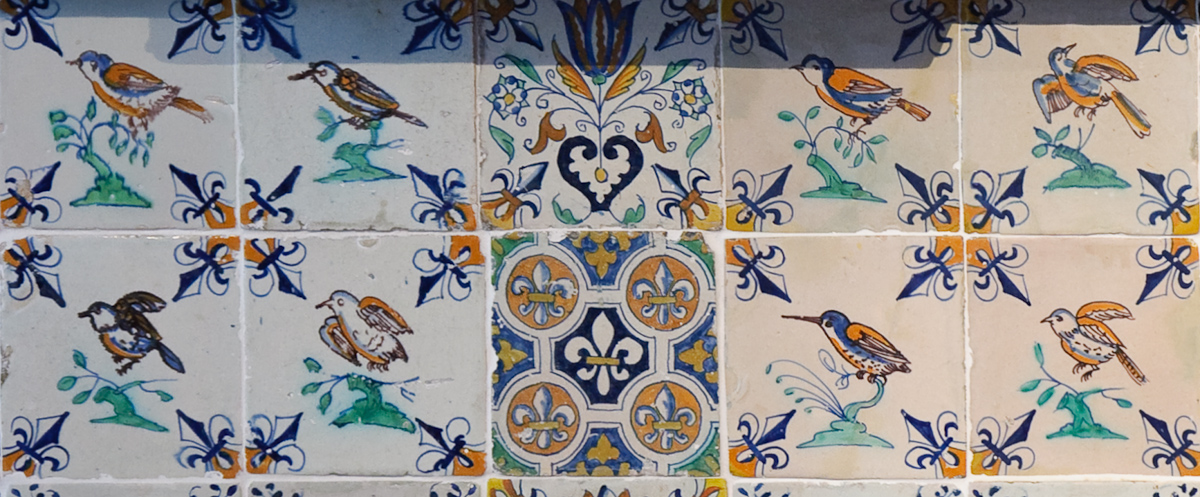
Museum of فرايزلاند, Leeuwarden, Netherlands
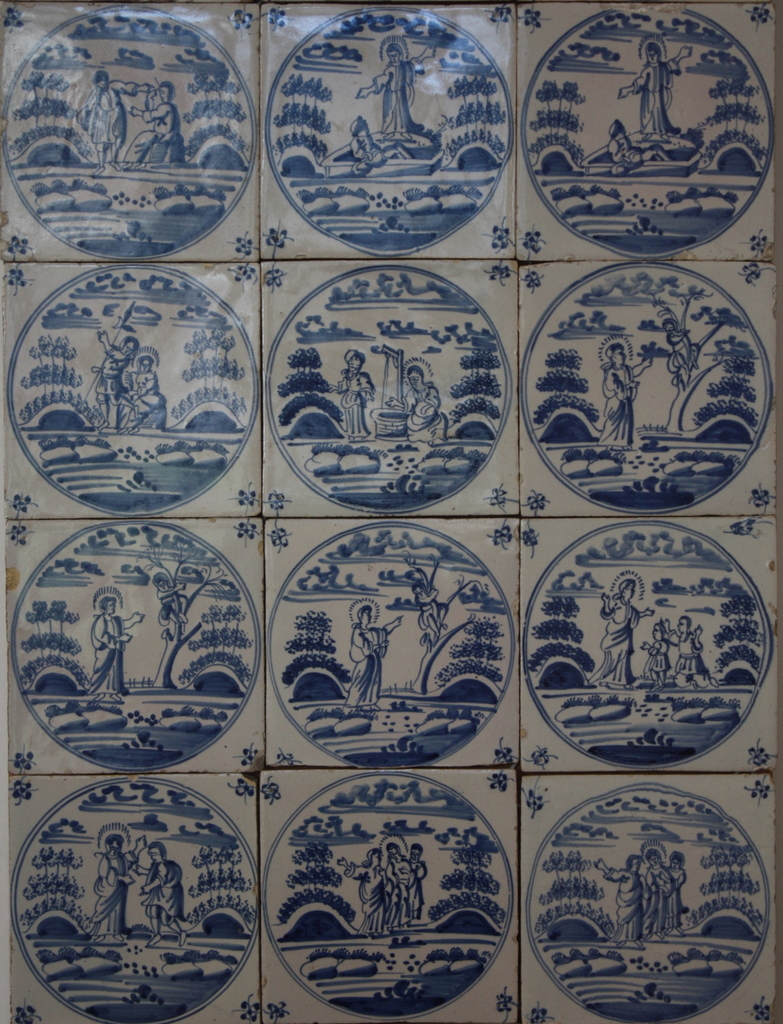
Biblical tiles, Museum of غدانسك, Poland
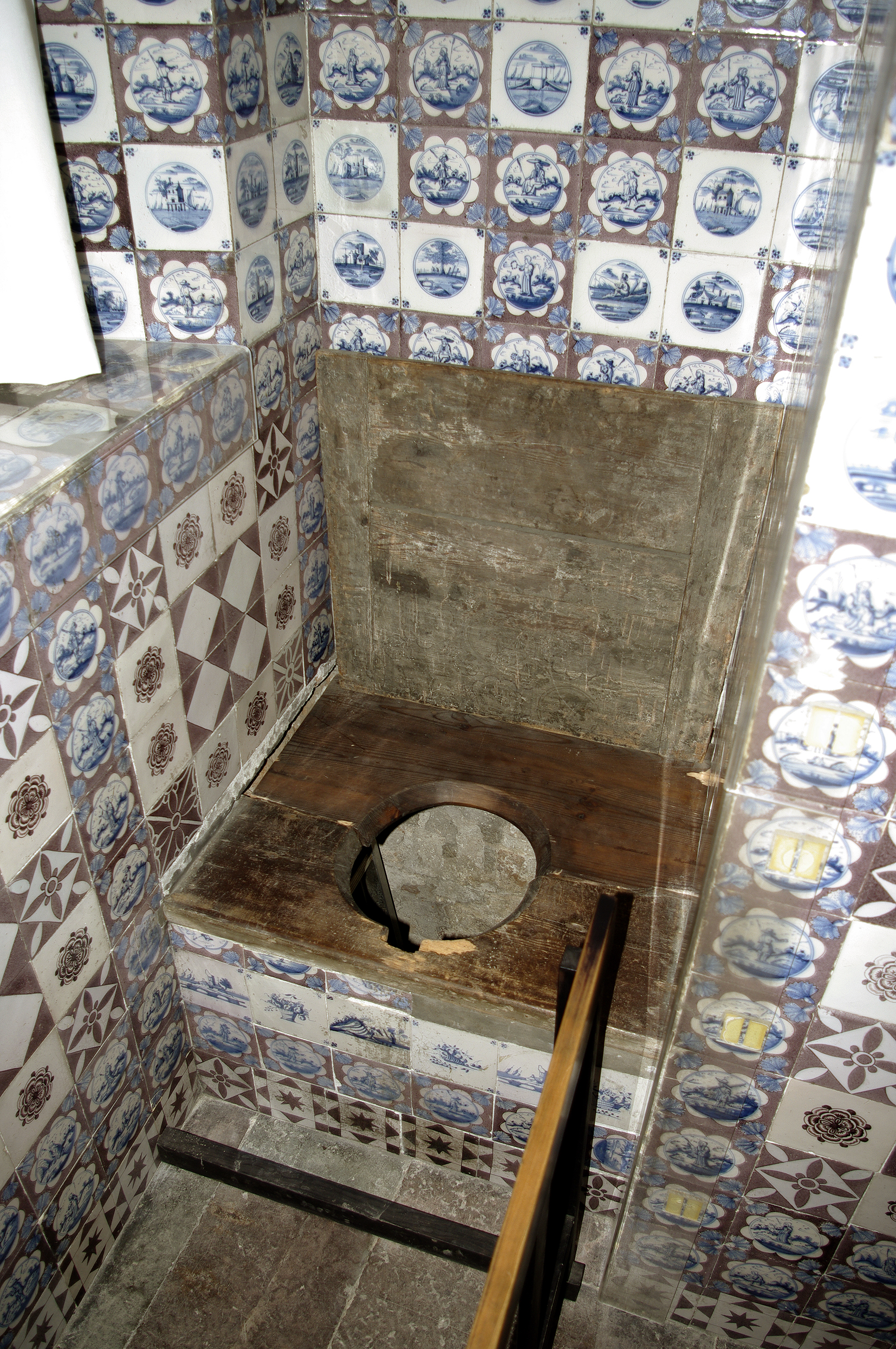
Toilet of Rosenborg Castle، كوبنهاغن
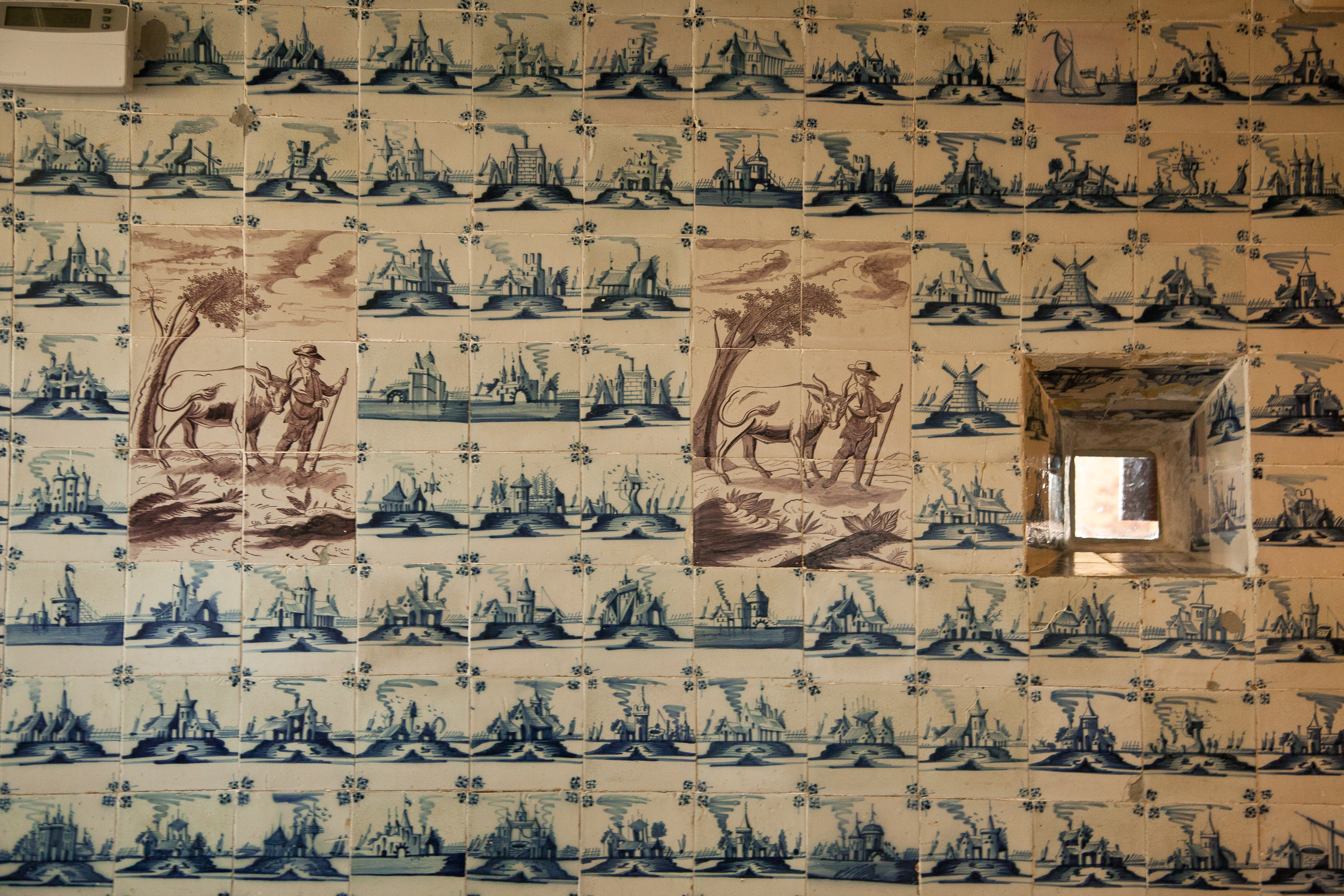
Farmhouse interior, Hoogland, near أوترخت
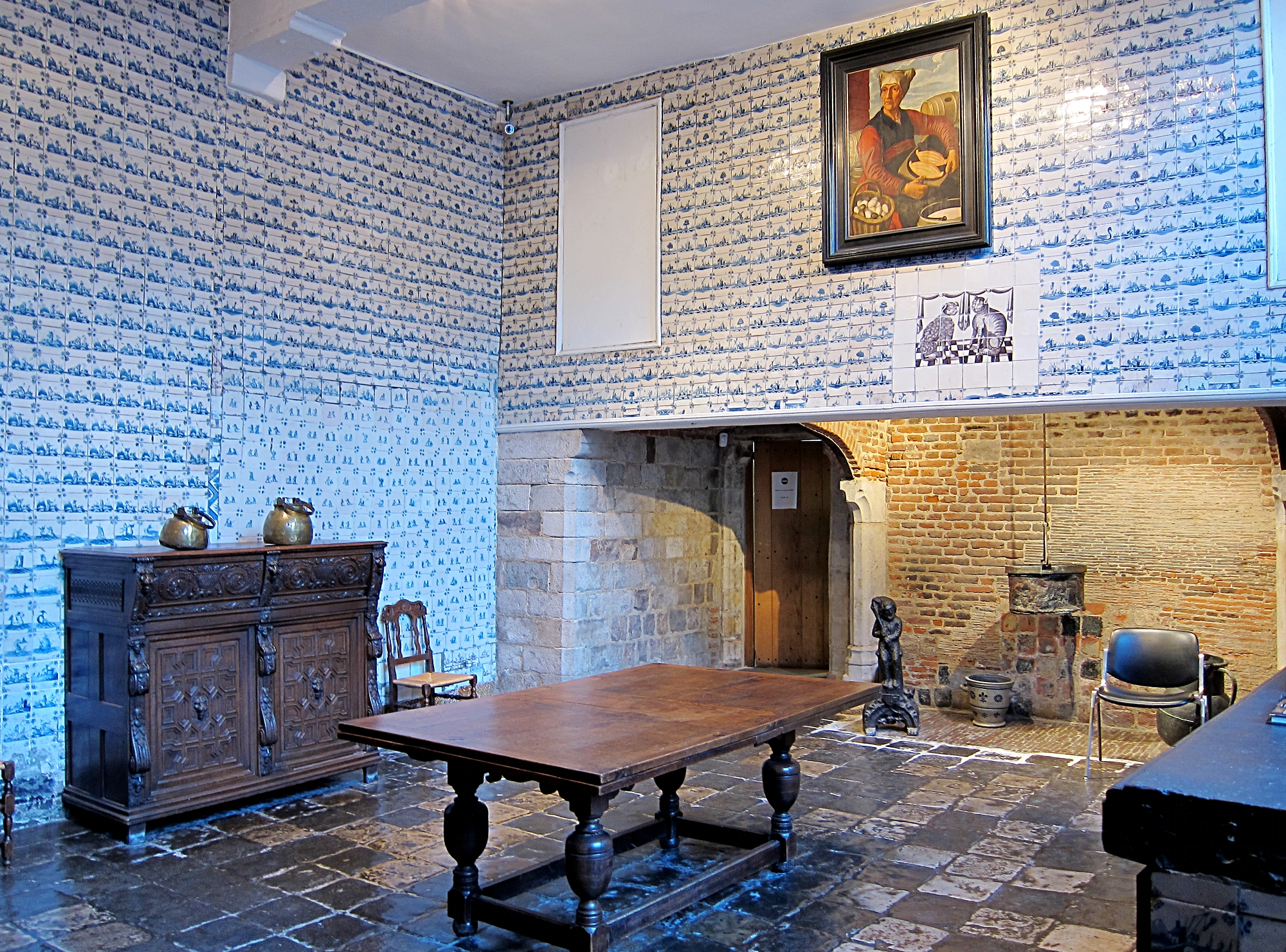
Kitchen of the Hospice Comtesse، ليل (مدينة)
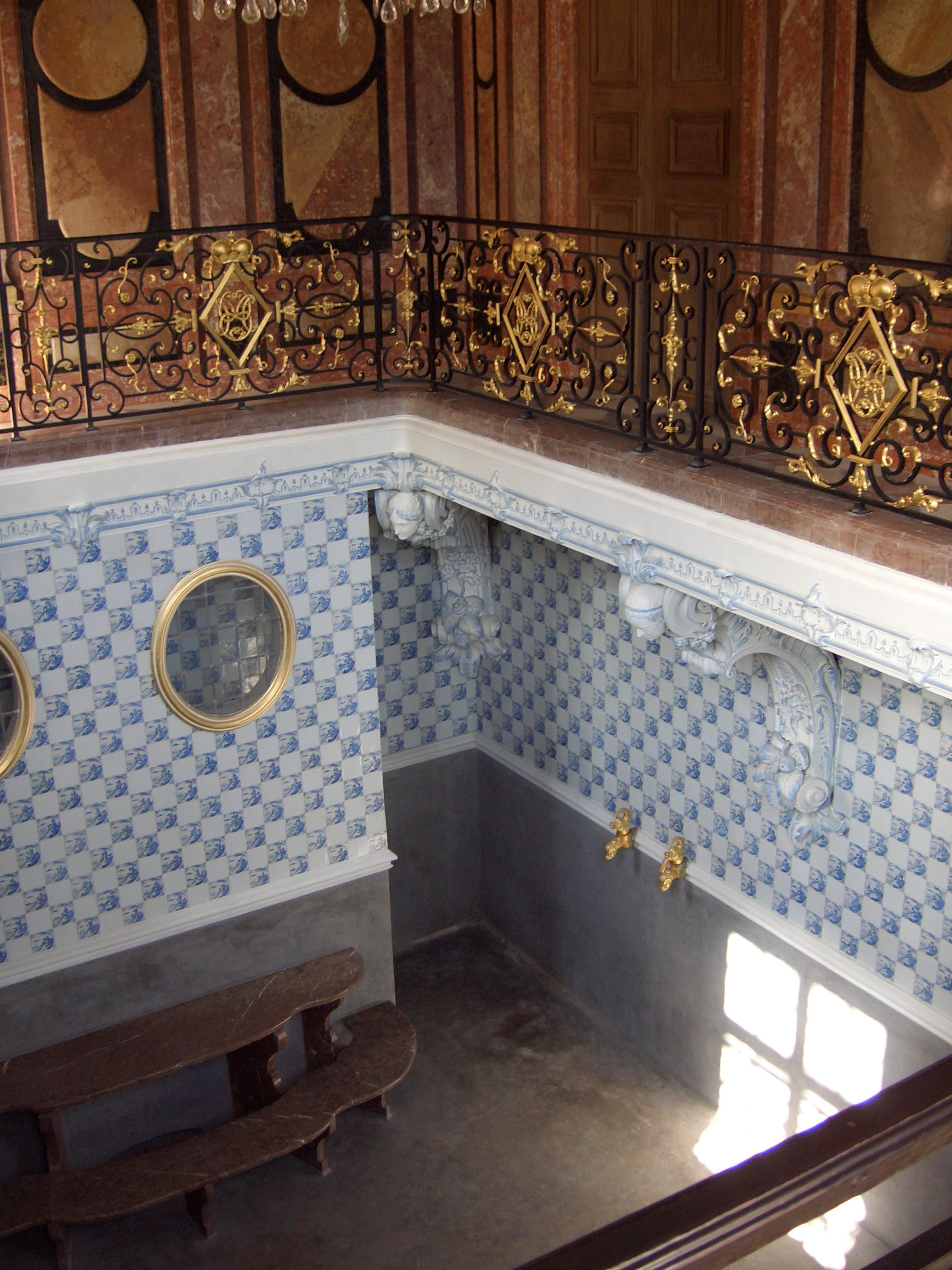
Swimming pool of قصر نيمفينبورغ، ميونخ
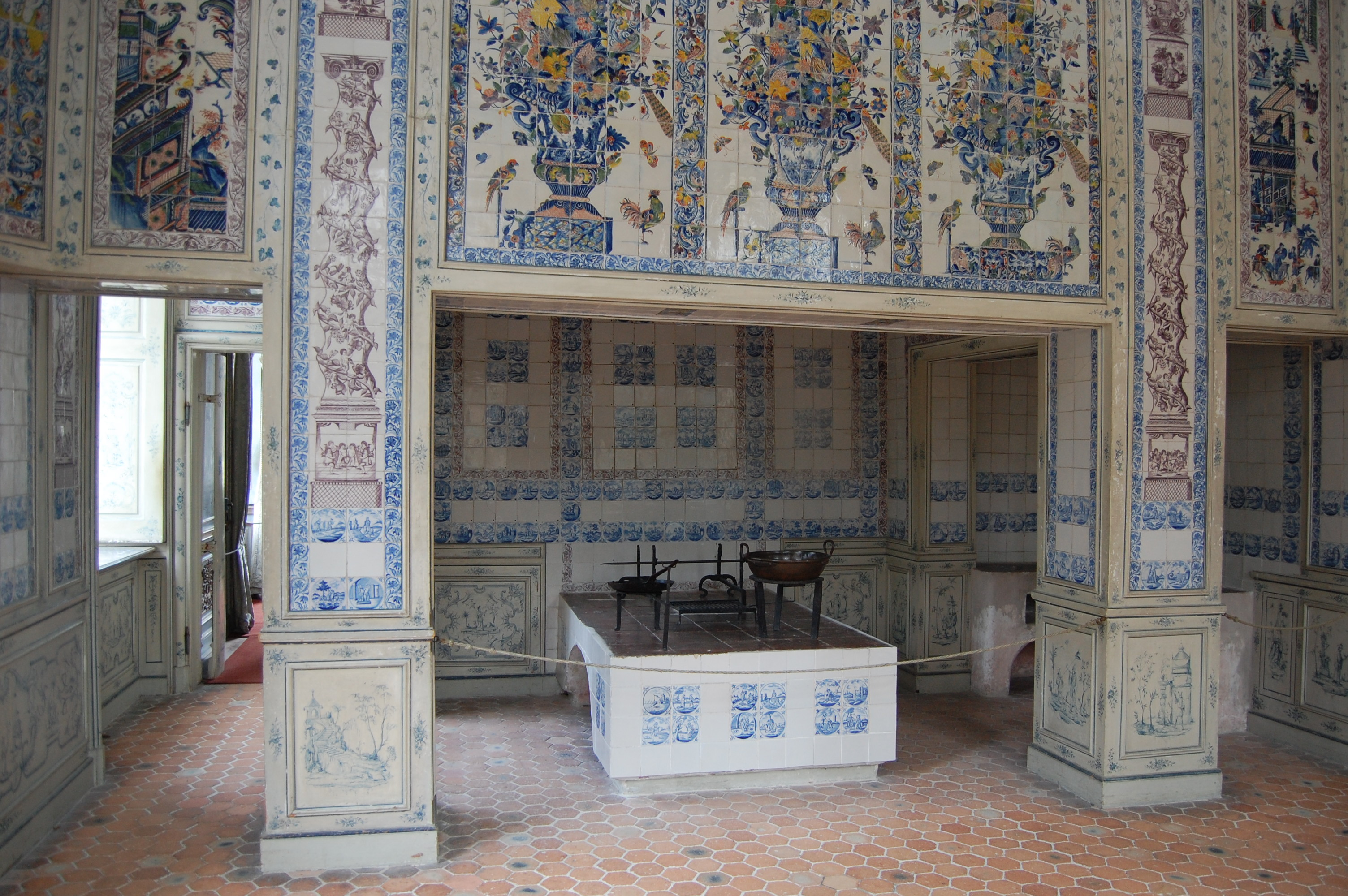
Kitchen of the Amalienburg, قصر نيمفينبورغ
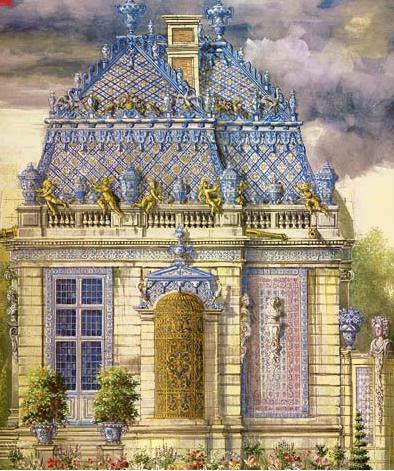
Reconstitution of the Trianon de porcelaine, فرساي
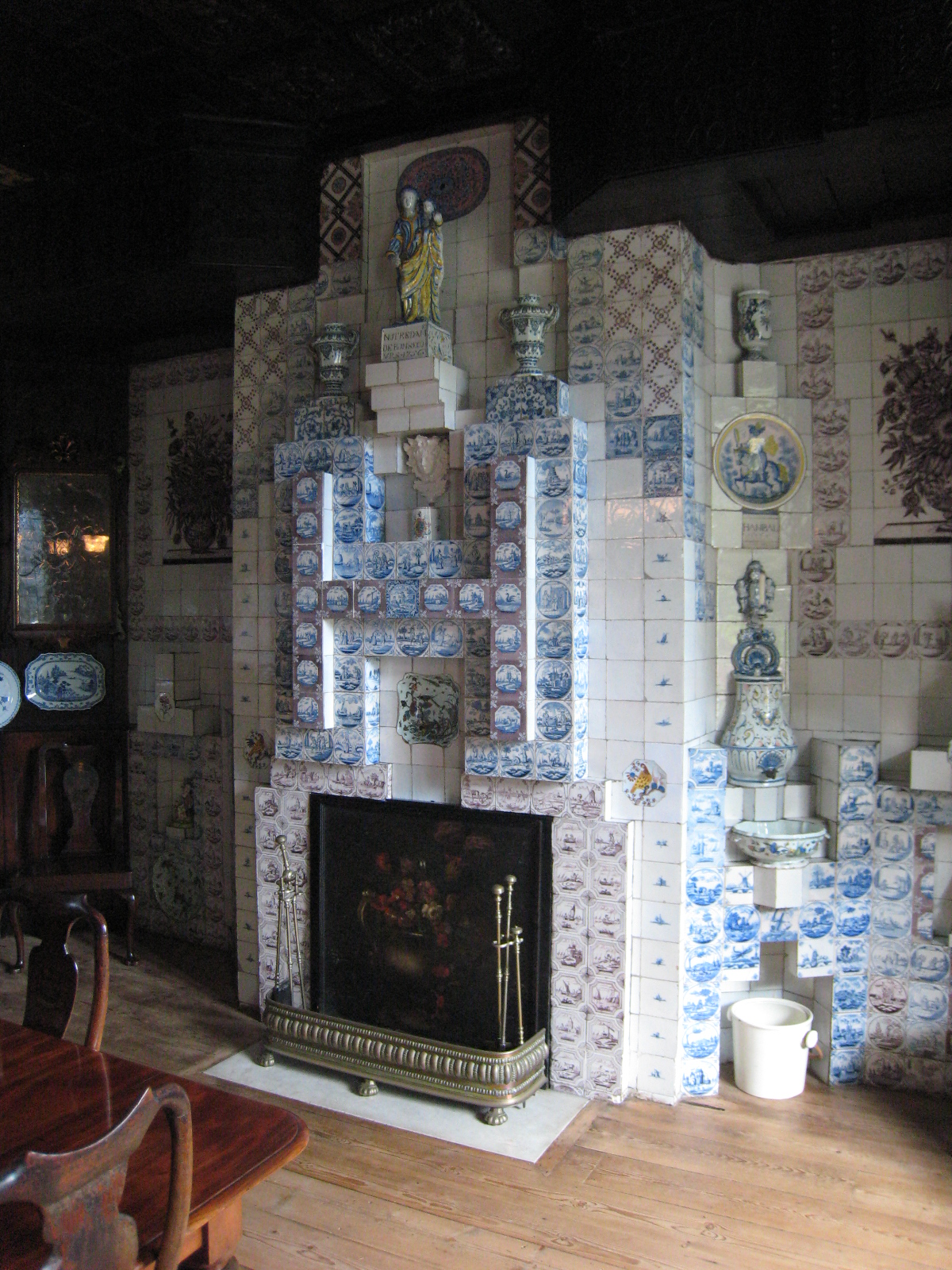
فكتور هوغو's dining room, Hauteville House، غيرنزي, 1860
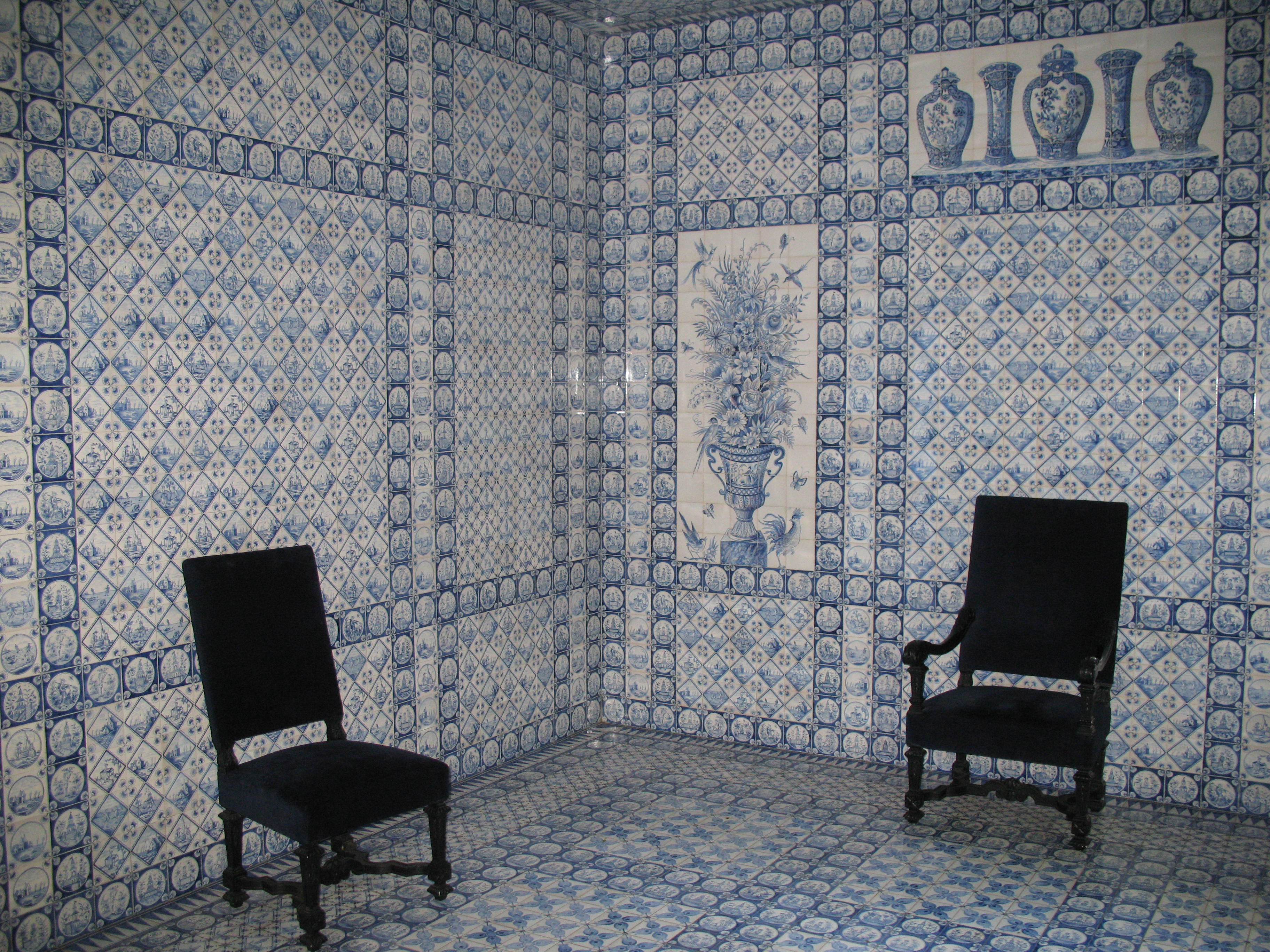
Château de Groussay، Montfort-l'Amaury near باريس, Tartar tent with 10,000 tiles, 1960

## فهرست
- Alan Caiger-Smith, Tin-Glaze Pottery in Europe and the Islamic World: The Tradition of 1000 Years in Maiolica, Faience and Delftware, Faber and Faber, 1973 ISBN 0-571-09349-3
- Jan Pluis, The Dutch Tile, Designs and Names 1570-1930, Nederlands Tegelmuseum - Friends of the Museum of Otterlo Tiles, Primavera Pers, Leiden 1997